# Ærkestift
Et ærkestift er et stift, hvor biskoppen er ærkebiskop – det ledende stift i en kirkeprovins.

## Eksempler på ærkestift
- Lunds stift – ærkestift cirka 1103 til og med reformationen i Danmark.
- Uppsala ærkestift – ærkestift i Sverige fra 1164.
- Åbo ærkestift – ærkestift i evangelisk-luthersk kirke i Finland siden 1817.
- Nidaros stift – ærkestift fra 1152 til og med reformationen.
- Canterbury – ærkestift fra år 601, det ene af de to ærkestifter i den engelske kirke; ærkebiskoppen er leder af hele Den anglikanske kirke.
- York – ærkestift fra år 601, det andet af de to ærkestifter i den engelske kirke.
- Hamborg-Bremen – en forening af Bremen og Hamborg stifter i middelalderen.